# Thomas Gegenhuber

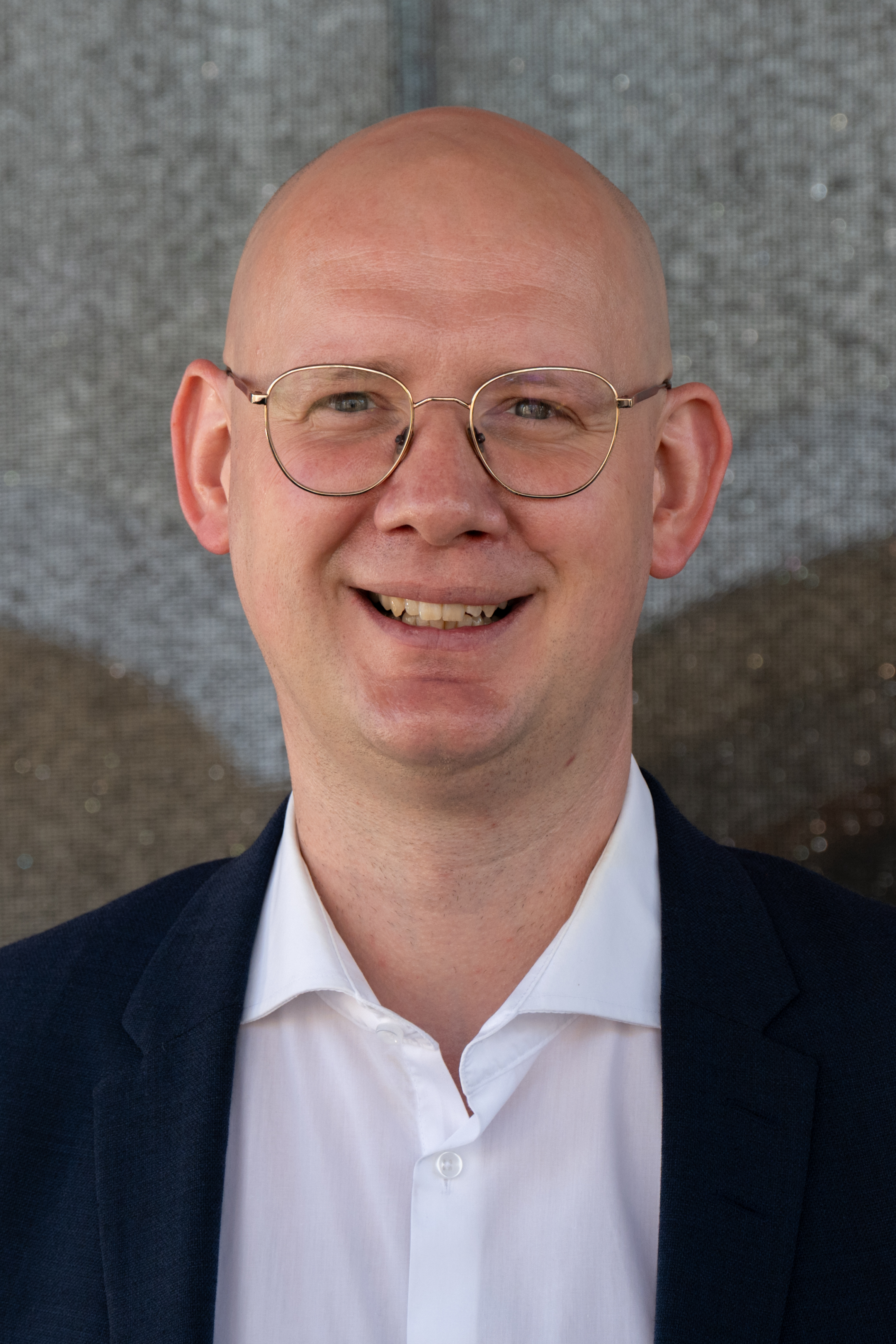
Thomas Gegenhuber (2025)

Thomas Gegenhuber (* 3. November 1983) ist Universitätsprofessor für Management of Socio-Technical Transitions an der Johannes Kepler Universität sowie Lokalpolitiker (SPÖ).

## Leben
Gegenhuber studierte ab 2003 Wirtschaftswissenschaften an der Johannes Kepler Universität, anschließend ab 2012 das Doktorat Business Management. Während dieser Zeit absolvierte er Studien- und Forschungsaufenthalte an der Ryerson University, der University of Alberta, der Freien Universität Berlin und der University of Edinburgh. Seine Dissertation trägt den Titel: Cultural Entrepreneurship: Making Audiences Attend, Understand, and Value. Während seiner Studienzeit war Gegenhuber von 2007 bis 2009 ÖH-Vorsitzender der Österreichische Hochschülerinnen- und Hochschülerschaft der JKU.

## Berufliche Karriere
Von 2018 bis 2021 war er Juniorprofessor für Digitale Transformation an der Leuphana Universität Lüneburg in Deutschland. Mit September 2021 folgte er einem Ruf an die Johannes Kepler Universität, als Professor für das Management of Socio-Technical Transitions am Sustainable Transformation Management Lab des Linz Institute of Technology. An der JKU leitet er das Linz Institut for Transformative Change (LIFT-C). An der Leuphana Universität Lüneburg ist Gegenhuber weiterhin als Gastprofessor tätig.
Gegenhuber trat für die SPÖ 2021 zur Gemeinderatswahl an und zog in den Gemeinderat ein. Er war Mitglied folgender Ausschüsse: Kontrollausschuss, Kultur, Tourismus und Märkte, Planung und Liegenschaften (Ersatzmitglied) und Wirtschaft, Innovation und Verfassung (Ersatzmitglied). Gegenhuber ist Aufsichtsratsvorsitzender der Informations- und Kommunikationstechnologie Linz GmbH (IKT) und Aufsichtsratsmitglied der CreativeRegion.
Nach dem Rücktritt von Klaus Luger als Linzer Bürgermeister wurde Gegenhuber im Dezember 2024 als zukünftiger SPÖ-Stadtrat designiert. Seit Februar 2025 ist er als Stadtrat für die Agenden Wirtschaft und Innovation zuständig.

## Forschung
Gegenhuber analysiert Phänomene der digitalen Transformation aus einer organisationstheoretischem Perspektive und betrachtet insbesondere crowd-basierten Organisationsformen, Offenheit als Organisationsprinzip (wie Open Strategy, Open Innovation und Open Government) sowie dem Cultural Entrepreneurship in der digitalen Wirtschaft. Seine Forschungsergebnisse wurden in Fachzeitschriften wie beispielsweise Long Range Planning, Business & Society, Organization, Government Information Quarterly und Information & Organization publiziert. Im April 2019 wurde er als Sachverständiger für den dritten Gleichstellungsbericht der deutschen Bundesregierung berufen, der einen besonderen Fokus auf die Digitalisierung legt. Seine Forschungsarbeiten erzielten laut ResearchGate bisher 2174 Zitationen (h-Index 14; Stand Januar 2025).